# Lúcio Élio Oculato
Lúcio Élio Oculato (em latim: Lucius Aelius Oculatus) foi um senador romano nomeado cônsul sufecto para o nundínio de maio a junho de 73 com Quinto Gávio Ático. Antigamente acreditava-se que os dois teriam sido sufectos em 85, mas a data foi corrigida em pesquisas mais recentes.